# 吴豪德
吴豪德（1934年—），男，广东梅县人，生于印度尼西亚，中华人民共和国历史学家、政治人物，北京师范大学教授，曾任中国致公党中央委员会常务委员，第七、八届全国政协委员。

## 出版物
- 吴豪德 (编). . 北京: 中国致公出版社. 1998. ISBN 7-80096-460-4.
- 吴豪德. . 北京: 中国广播影视出版社. 2016. ISBN 978-7-5043-7759-3.